# Edwin Fischer

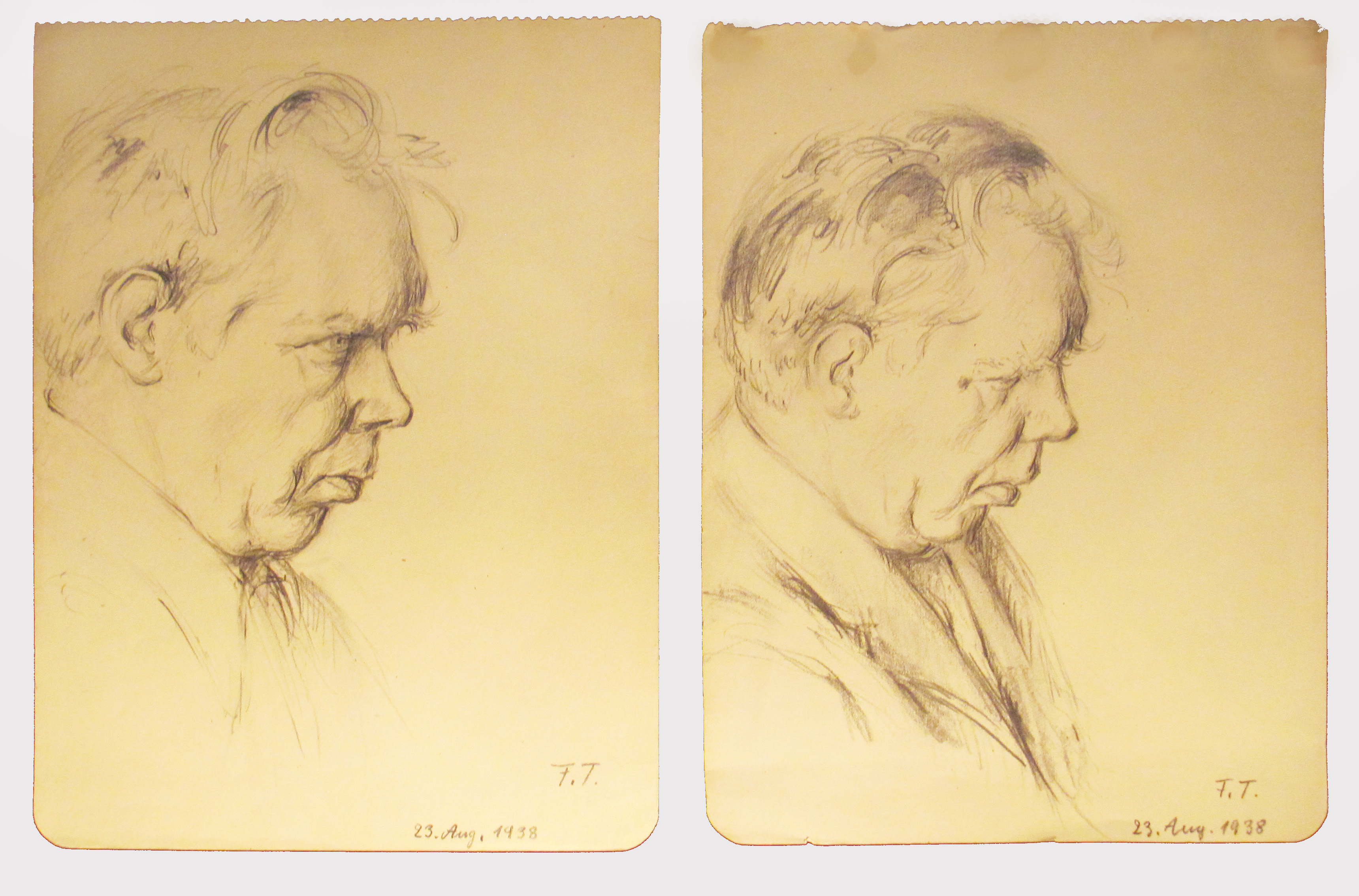
Fritz Tennigkeit: Portraitskizzen Edwin Fischer, 1938.

Edwin Fischer, född 6 oktober 1886 i Basel, död 24 januari 1960 i Zürich, var en schweizisk pianist.
Fischer studerade för Hans Huber i Basel och för Martin Krause vid Sternska konservatoriet i Berlin, där han själv var lärare 1905–14. Han var främst känd som uttolkare av Johann Sebastian Bach, Ludwig van Beethoven och Johannes Brahms. Med sin kammarorkester propagerade han för äldre musik som Giovanni Gabrieli och Antonio Vivaldi. Han komponerade sånger och pianomusik. Han invaldes 1953 som ledamot av Kungliga Musikaliska Akademien i Stockholm.